# Клерк, Михель де
Михель де Клерк (нидерл. Michel de Klerk, МФА: [ˈmiʃɛl dəˈklɛrək], 24 ноября 1884, Амстердам — 24 ноября 1923, Амстердам) — нидерландский архитектор еврейского происхождения, один из основоположников архитектурного движения XX века, основывавшегося на индивидуализме, фантазии и живописности, а также внимательном отношением к традициям голландского фольклорного зодчества, известного как «Амстердамская школа».
В начале своей карьеры работал под началом других архитекторов, среди которых следует особо отметить нидерландского архитектора Эдуарда Кёйперса. Работая в мастерской Э. Кёйперса, де Клерк начал сотрудничать с двумя другими основоположниками Амстердамской школы — Йоханом ван дер Меем и Питом Крамером.
В 1912 году принял участие в проектировании «Схепвартхёйс»] (Дом судоходства, нидерл. Scheepvaarthuis), большого кооперативного здания, построенного для шести нидерландских судоходных компаний, — также вместе с ван дер Меем, который был основным заказчиком по этому проекту, и Крамером.
Несмотря на множество разработанных де Клерком нерядовых проектов зданий, очень немногие из них были воплощены в камне. Одним из наиболее известных зданий, построенных по проектам де Клерка, является комплекс «Схип» («Корабль», нидерл. Het Schip), расположенный в районе Спарндаммербюрт (нидерл. Spaarndammerbuurt) Амстердама.
Его проект «Eigen Haard Estates» в Амстердаме (1913—1920) является великолепным примером теплого, гуманистического подхода к решению сложных архитектурных проблем.
За пределами Амстердама де Клерком был построен универсальный магазин «Бейенкорф» (нидерл. De Bijenkorf) в Гааге (совместно с Крамером и ван дер Меем).

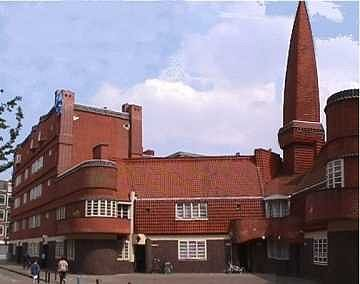
Комплекс «Корабль», Амстердам